# BraveStarr
BraveStarr é uma série animada de western espacial, dirigida para o público infantil. Foi criada por Donald Kushner e Peter Locke, tendo sido exibida originariamente no período de setembro de 1987 a fevereiro de 1989. A série foi lançada simultaneamente com uma linha de brinquedos do tipo bonecos de ação. Foi a última série do estúdio estadunidense Filmation em parceria com Group W Productions. Uma série spin-off chamada Bravo! — originalmente chamada Quest of the Prairie People — estava em produção quando o estúdio fechou.

## Sinopse
BraveStarr é um delegado do planeta Novo Texas — que orbitava em torno de três sóis — no século XXII. O planeta é rico em um minério valioso chamado Kerium, o que o faz ser constantemente atacado por vilões espaciais e colonizadores gananciosos. Também é um indígena, que pode invocar os poderes de espíritos de animais e adicionalmente, usa uma pistola laser para proteger a comunidade. Seus poderes são:
Olhos de Falcão: permite enxergar a grandes distâncias;
Ouvidos de Lobo: super audição;
Força do Urso: super força;
Velocidade do Puma: super velocidade.
O delegado tem como parceiro um cavalo ciborgue, que consegue falar e ficar de pé sobre suas patas traseiras. Chamado em inglês de Thirty e Furacão no Brasil, ele possui como arma um rifle de energia que se chama '"Sarah Jane" — na dublagem brasileira é chamado de "Trabuco" ou "Trabuquinho".

## Dublagem
| Personagem       | Dublagem             | Dublagem                  |
| Personagem       | Original (em inglês) | Em português (no Brasil)1 |
| ---------------- | -------------------- | ------------------------- |
| Bravestarr       | Pat Fraley           | Darcy Pedrosa             |
| Furacão          | Ed Gilbert           | Paulo Flores              |
| Tex Hex          | Charles Adler        | Magalhães Graça           |
| Shaman           | Ed Gilbert           | José Santa Cruz           |
| Juíza J.B.       | Susan Blu            | Maria da Penha            |
| Delegado Fuzz    | Charles Adler        | Carlos Marques            |
| Terremoto        | Pat Fraley           | André Luiz Chapéu         |
| Cabeça de Cactos | Alan Oppenheimer     | Mário Monjardim           |

## Merchandising
Em 1986, um ano antes da série estrear, a Mattel lançou uma linha de action figures baseada na animação. 

## Outras mídias

### Quadrinhos
Em 1987 a série ganhou uma adaptação em quadrinhos, publicada pela editora Blackthorne em duas edições. Em janeiro de 1988 a Editora Abril publicou no Brasil uma série mensal em formatinho e algumas das histórias tiveram roteiros de Luiz Antônio Aguiar e desenhos de Marcelo Campos, Franco de Rosa, Roberto Kussomoto e Mozart Couto.

### Filme
Em 1988 foi lançado o filme de animação BraveStarr: The Movie.

### Game
Um videogame do gênero tiro side-scrolling foi lançado para Commodore 64, Amstrad CPC e ZX Spectrum.